# Pleyel

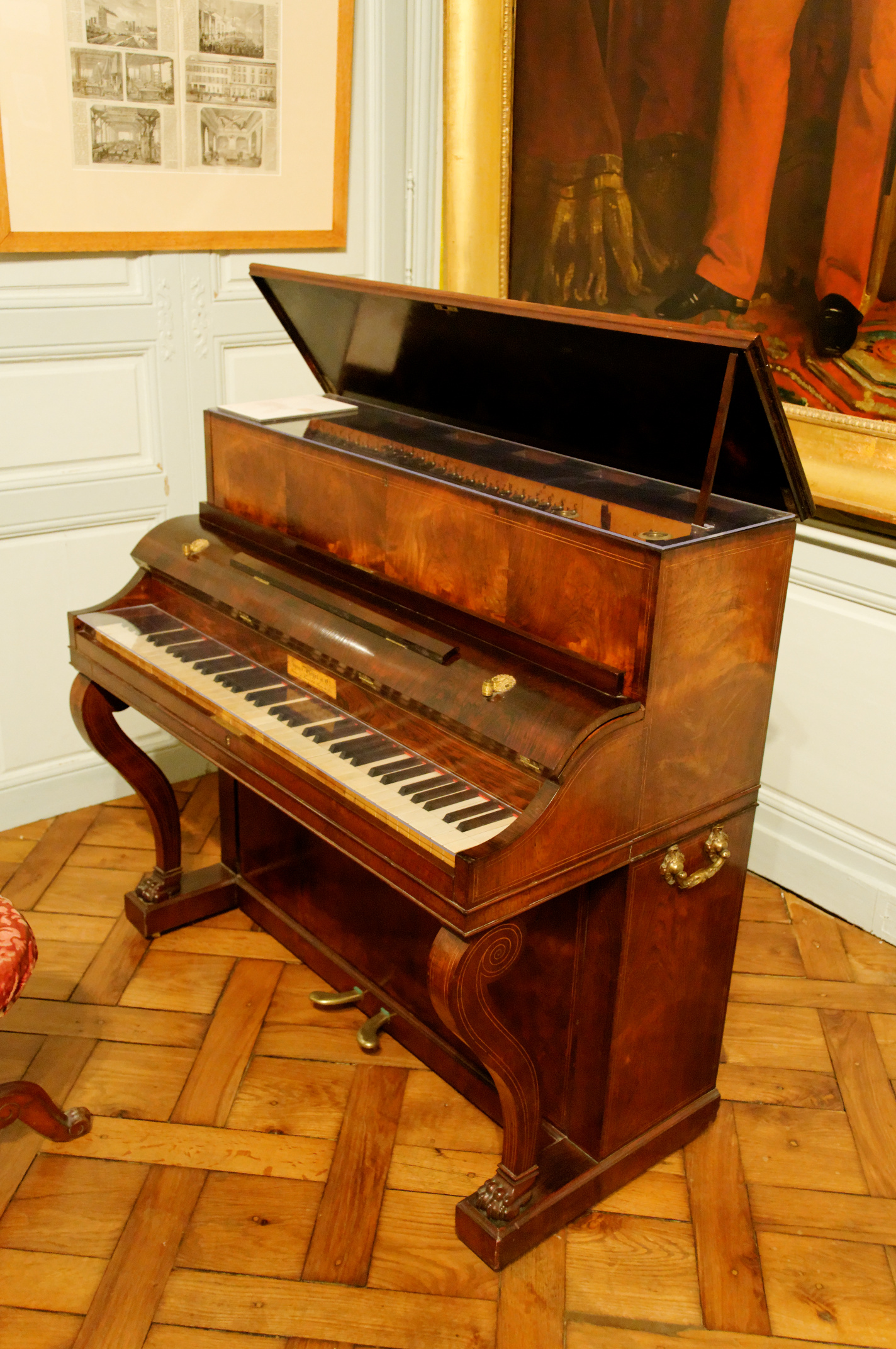
Un piano Pleyel que perteneció a Maurice Schlesinger.

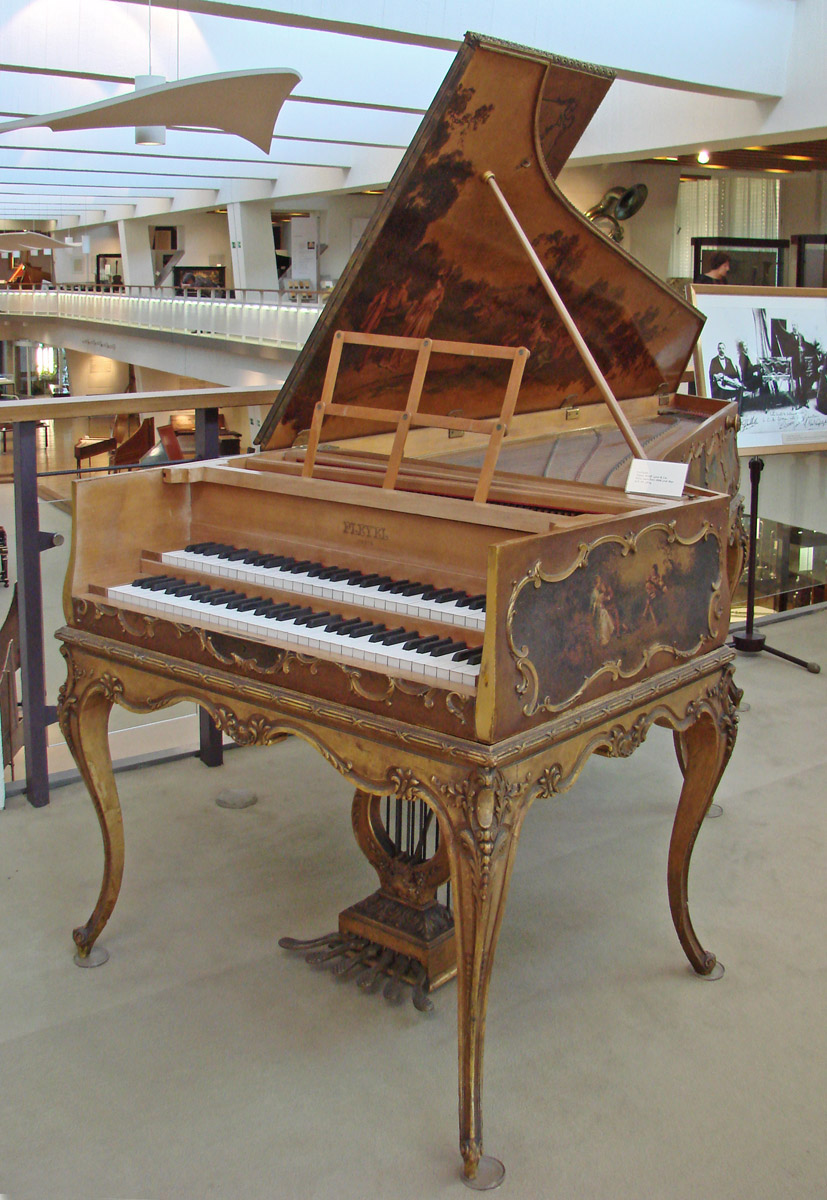
Clavecín Pleyel de 1889.

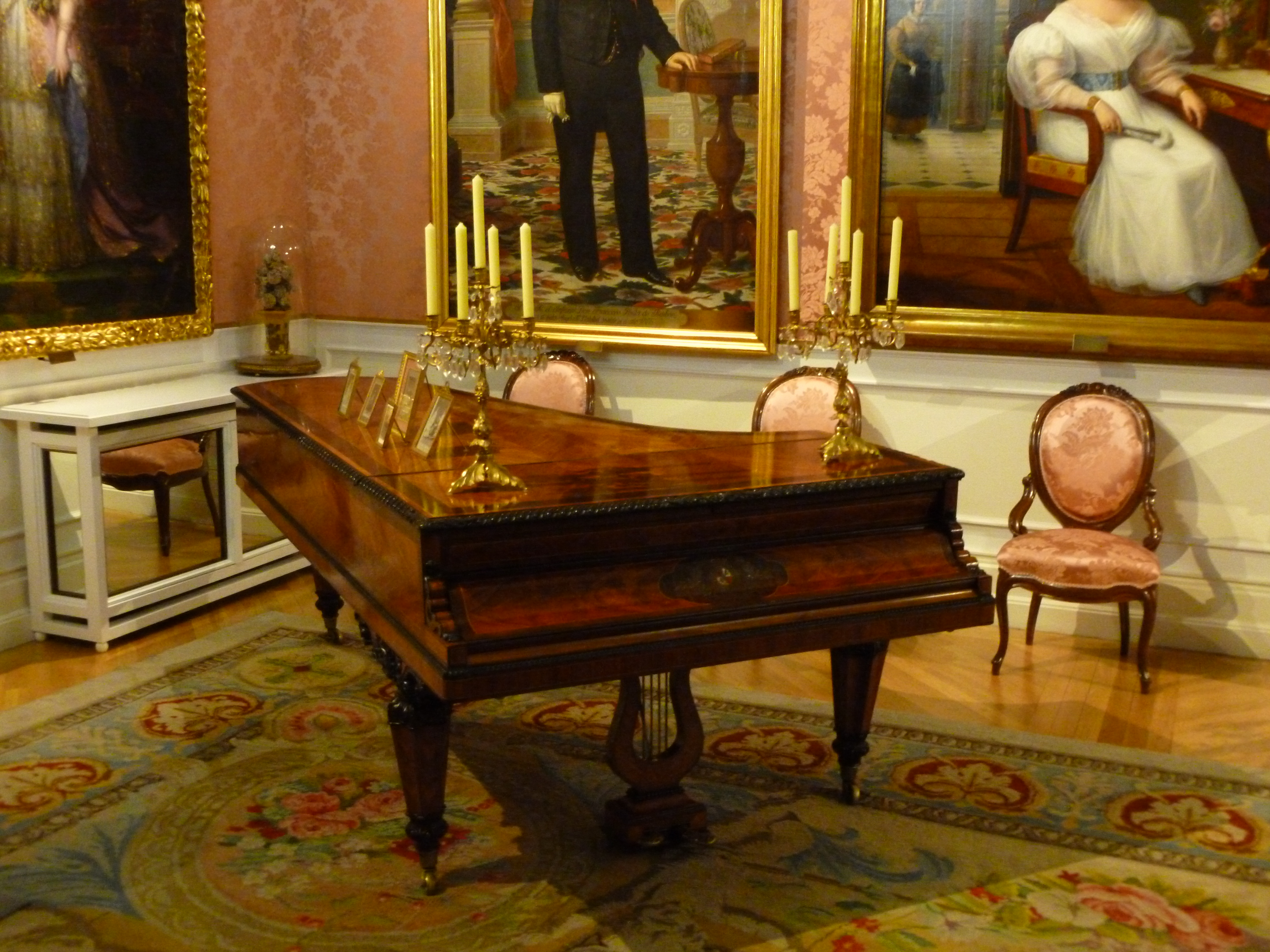
Piano Pleyel en el Museo del Romanticismo, Madrid.

La fábrica de pianos Pleyel fue fundada por Ignace Joseph Pleyel en el año 1807 en la ciudad de París, Francia. 
Ignace Joseph Pleyel era un destacado músico con notables características de invención que se manifestaron tempranamente en sus pianos y en sus composiciones. Fue uno de los más destacados estudiantes del renombrado Joseph Haydn. Compuso, entre otras cosas, algo más de 40 sinfonías, y varios cuartetos y quintetos de cuerdas. La patente la registró en el año 1807.
Al fallecer en el año 1831, los pianos Pleyel se comercializaban en casi toda Europa con notable éxito. Su hijo Camille (Joseph Etienne Camille) Pleyel, también pianista, continuó con la dirección de la fábrica logrando llevar con éxito la empresa. En pleno esplendor del período romántico, Camille Pleyel puso de moda sus conocidos "salones" donde concurría asiduamente la elite musical y cultural del París de aquella época.
En el año 1927 se fundó en París la famosa Sala Pleyel (Salle Pleyel) donde los sucesores de Ignace y Camille siguieron con la tradición y con la fábrica de pianos. En función de sus anhelos expansionistas, en el año 1934 adquirieron la fábrica de pianos Bord Piano Co. En el año 1961 se asocian con el otro famoso fabricante de estos instrumentos musicales franceses: Erard-Gaveau. Se debe tener presente que los pianos Pleyel se pueden encontrar bajo las siguientes variedades de nombres: "Pleyel-Lyon Co.", "Pleyel, Lyon, Wolf & Co." y "Pleyel, Wolff & Co".
En 1971 Erard-Gaveau y Pleyel firman un contrato de colaboración con el fabricante alemán Schimmel. Es importante mencionar que Pleyel fue el fabricante de uno de los pianos más curiosos que existen. Se trata de un doble piano de cola en el cual se encontraban dos pianos en un mismo mueble enfrentados entre sí. El mencionado piano fue diseñado por Gustave Lyon.
Los pianos Pleyel también destacan por su alto nivel de ornamentación. Pleyel tiene una rica historia cultural íntimamente ligada con las artes decorativas en los años 30. Testimonio de ello es la arquitectura de la Salle Pleyel (decorado por Ruhlmann, Bagués, Subes, Le Bourgeois, etc) y colaboraciones con los diseñadores más prestigiosos (Ruhlmann, Legrain, Herbst, Follot, Prou, etc), dando como resultado la creación de pianos de vanguardia para interiores refinados o para empresas de navieras transatlánticas.
Pleyel llegó a ser la más antigua fábrica de pianos del mundo en funcionamiento, con 250 000 pianos fabricados en sus doscientos años de historia. Conocido por su timbre de plata y una reacción sutil, los pianos de hoy están reconocidos dentro de los de más alta gama de fabricación. La fabricación a nivel industrial se inició en 1885 con la creación de la planta de Saint-Denis, que se extiende más de 55 000 m². Históricamente siempre se ha ubicado en Francia, excepto un periodo de veinticinco años durante el cual la producción se trasladó a Alemania antes de volver a implantarse en Francia, en Alès (Gard) en 1996.
La Fábrica de Alès cerró sus puertas en la primavera de 2007 y el nuevo taller de pianos Pleyel abrió en septiembre de 2007 en Saint-Denis, la cuna histórica de Pleyel entre 1861 y 1965. Pleyel anunció el cierre de su fábrica de Saint-Denis en noviembre de 2013 cesando así su producción de pianos y abriendo, al año siguiente, unas nuevas instalaciones en París.

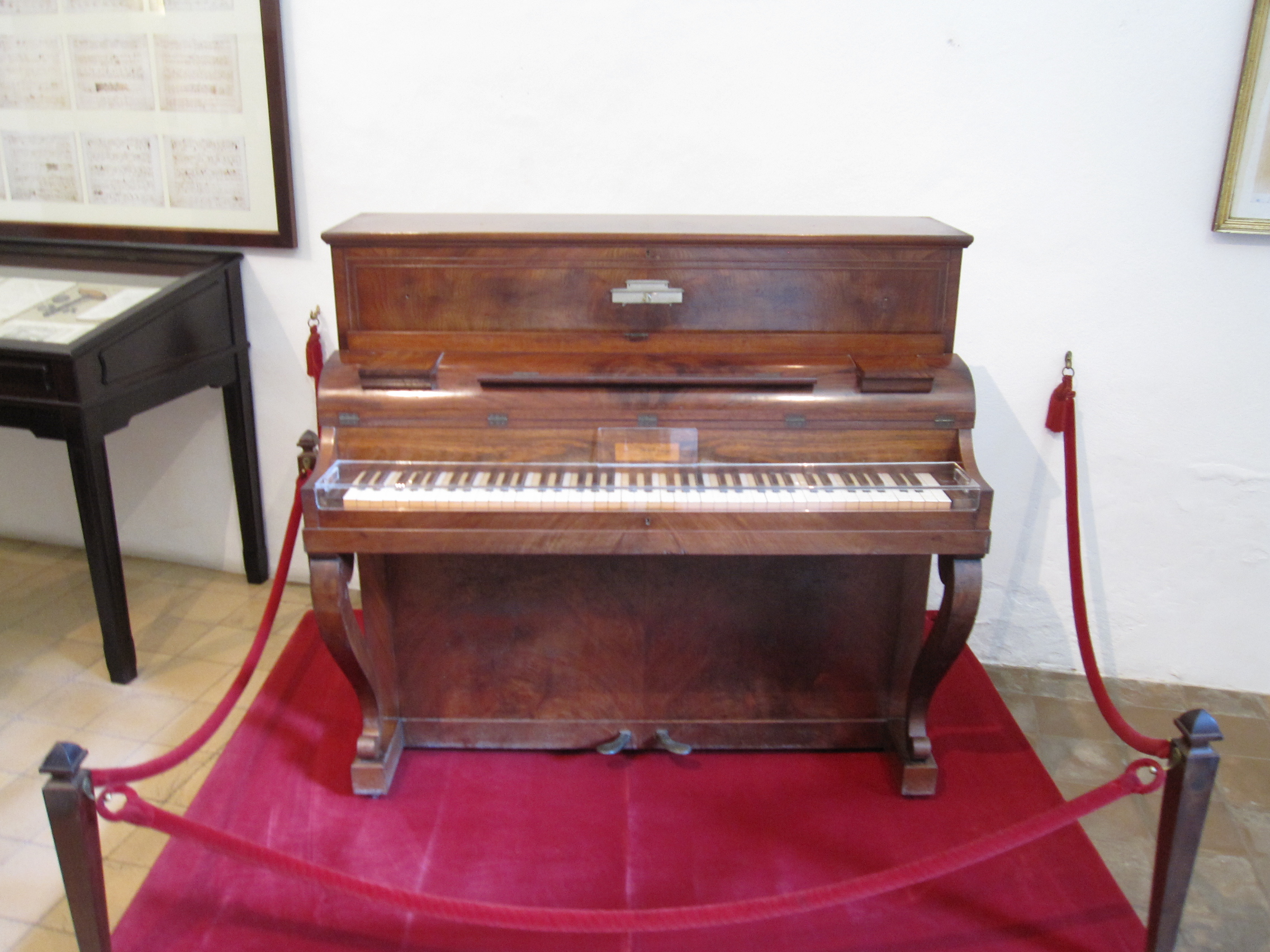
Piano Pleyel que perteneció a Frédéric Chopin en la Cartuja de Valldemosa, Mallorca.

Entre los numerosos compositores y pianistas que tuvieron ocasión de tomar contacto con estos instrumentos, está el gran Frédéric Chopin, quien, incluso durante su estancia invernal en Mallorca, solicitó que le fuese enviado desde París un piano Pleyel para componer. Otros grandes compositores románticos e impresionistas también fueron amantes de esta prestigiosa marca (Franz Liszt, Claude Debussy, Edvard Grieg, Camille Saint-Saëns). Y ha proporcionado los pianos de elección de algunos de los más grandes pianistas y compositores del siglo XX, como Maurice Ravel, Manuel de Falla o Ígor Stravinski.